# Tweede Kamerverkiezingen 1972/Kandidatenlijst/GPV
De kandidatenlijst voor de Tweede Kamerverkiezingen 1972 van het Gereformeerd Politiek Verbond (GPV) was als volgt:

## De lijst
- vet: verkozen
- schuin: voorkeurdrempel overschreden

1. Piet Jongeling - 128.815 stemmen
2. Bart Verbrugh - 327
3. P. van Leeuwen - 327
4. G. Veurink - 107
5. Aad Kamsteeg - 164
6. D. Smilde - 72
7. P.W. Smits - 89
8. Gert Schutte - 62
9. S.J. Sietsma - 65
10. L. Feijen - 78
11. P.A.C. Schilder - 62
12. Joh. Flink - 51
13. A.J. de Visser - 41
14. P. Kok - 60
15. G.J.H. Harsevoort - 51
16. J. Meijering - 30
17. S.J. Mullender - 28
18. A.A. Basoski - 19
19. M.G. Idema-Schilder - 266
20. G. Gerritsma - 71
21. B. Hamming - 66
22. N. Padding - 28
23. F.A.J.Th. Kalberg - 14
24. W. Vreeken - 18
25. G. Visser - 29
26. G. Spruijt - 56
27. G. Karssenberg - 25
28. J.A. Knepper - 14
29. J.C. Nieuwlaat - 18
30. H. Wieringa - 183

PvdA · KVP · VVD · ARP · D'66 · CHU · DS'70 · CPN · SGP · PPR · GPV · PSP · DMP · NMP · Boerenpartij · RKPN · Partij van het Recht · Anti-Woningnood Aktie · Lijst 17 (kieskringen X en XI) · Nieuwe Roomse Partij
1952 · 1956 · 1959 · 1963 · 1967 · 1971 · 1972 · 1977 · 1981 · 1982 · 1986 · 1989 · 1994 · 1998